# The New York Observer
Il The New York Observer è un periodico settimanale statunitense pubblicato per la prima volta a New York il 22 settembre 1987, da Arthur L. Carter. L'Observer è focalizzato sulla cultura della città, i media, la politica e l'intrattenimento.
È conosciuto anche per aver ospitato la rubrica settimanale di Candace Bushnell, Sex and the City, diventata prima un libro, poi una serie televisiva ed infine un film.
Esce ogni mercoledì; il team editoriale, composto da giornalisti ed editor come Joe Conason, Alexandra Jacobs, Tom Scocca, è guidato dall'ex giornalista della PBS Peter Kaplan. Si distingue dagli altri giornali per le sue pagine color salmone (simili a quelle de La Gazzetta dello Sport).